# 原田博司
原田 博司（はらだ ひろし）は日本の工学者、京都大学大学院情報学研究科通信情報システム専攻教授、工学博士。専門分野は、ディジタル信号処理を用いた移動通信技術、ソフトウェア無線技術、コグニティブ無線技術、ワイヤレススマートメータリングの研究、開発、標準化。IoT、スマートメータリング用無線通信システム Wi-SUNの標準化、認証を行うWi-SUNアライアンスの創業者。電力スマートメーター用Wi-SUNシステムは、2013年より全国の電力会社に採用され、既に数千万台が実導入、運用されている。

## 略歴

### 学歴
- 1992年 大阪大学 工学部通信工学科退学（大学院飛び級試験合格のため）
- 1994年 大阪大学 大学院工学研究科博士前期課程修了
- 1995年 大阪大学 大学院工学研究科博士後期課程修了（2年間期間短縮卒業）博士（工学）

### 職歴
- 1995年 郵政省通信総合研究所 入所
- 1996年 オランダ、デルフト工科大学(TU Delft)、研究員（〜1997年）
- 2006年  独立行政法人情報通信研究機構 ユビキタスモバイルグループ 研究マネージャー
- 2008年  独立行政法人情報通信研究機構 ユビキタスモバイルグループ グループリーダー
- 2008年  独立行政法人情報通信研究機構 シンガポールワイヤレスラボラトリ所長（兼務）
- 2011年  独立行政法人情報通信研究機構 スマートワイヤレス研究室 室長
- 2014年 京都大学 大学院情報学研究科 通信情報システム専攻 教授
- 2015年 内閣府革新的研究開発推進プログラム（ImPACT)[1]プログラムマネージャー[2][3][4]（〜2019年）

### 標準化業務
- 2008年 米国 IEEE 1900.4 標準化グループ 副議長
- 2009年 米国 IEEE 802.15.4g標準化グループ 副議長
- 2009年 米国 IEEE Standard Coordination Committee 41 (SCC41) 議長
- 2011年 米国 IEEE Dynamic Spectrum Access Network Standards Committee (IEEE1900) 議長
- 2011年 米国TIA(ANSI/TIA) TR-51 副議長
- 2012年 米国IEEE通信ソサイエティ Standard Development 理事（Board)
- 2012年 米国Wi-SUN アライアンス HAN（Home Area Network) ワーキンググループ議長

### アライアンス等業務
- 2007年 米国Software Defined Radio (SDR)フォーラム理事 (Board of Directors)
- 2011年 米国WhiteSpaceアライアンス 理事 (Board of Directors)
- 2011年 英国Dynamic Spectrumアライアンス 理事 (Board of Directors)
- 2012年 米国Wi-SUN アライアンス 共同創業者、理事会共同議長（co-Chair of Board)（〜2018年）
- 2018年 米国Wi-SUN アライアンス 理事会議長（Chair of Board)

### その他委員
- 2014年〜 総務省 異能vation スーパーバイザー

### 受賞
- 2006年 電子情報通信学会 業績賞（ソフトウェア無線技術を用いたマルチモード無線機に関する先駆的研究・開発・普及促進）
- 2006年 文部科学大臣表彰 若手科学者賞（無線通信工学分野におけるソフトウェア無線技術の研究）
- 2009年 電波産業会 (ARIB) 電波功績賞（コグニティブ無線通信技術の研究開発）
- 2009年 電子情報通信学会 フェロー
- 2010年 (財) 船井情報科学振興財団 船井学術賞
- 2011年  米国IEEE Standard Association Working Group Chair Award（IEEE1900.4a）
- 2012年  米国IEEE Standard Association Working Group Chair Award（IEEE802.15.4g）
- 2014年 文部科学大臣表彰 科学技術賞（世界標準スマートメータ用無線機の開発）
- 2014年 内閣府 産学官連携功労者表彰 総務大臣賞（世界標準スマートメータ用無線機の開発/標準化/実用化）
- 2014年 米国IEEE Standard Association Working Group Chair Award（IEEE802.15.4m）
- 2017年 総務省　情報通信月間推進協議会  志田林三郎賞
- 2018年 電子情報通信学会 業績賞（スマートメータ用無線通信システムに関する研究開発・標準化・実用化）
- 2018年 電波産業会 (ARIB) 電波功績賞（公共ブロードバンド移動通信システムの開発と実用化）
- 2019年 通信文化協会　前島密賞（スマートメーター用無線通信システムに関する研究開発・標準化・実用化）